# Motor Music
Motor Music (auch: Motor Entertainment) ist ein deutsches Tonträgerunternehmen. Neben der Tätigkeit als Musiklabel fungiert Motor Music auch als Management und Verlag. Geschäftsführerin des Labels ist Petra Husemann-Renner.

## Geschichte
Gegründet wurde eine gleichnamige Vorgänger-Firma im Jahr 1994 von Tim Renner als Tochtergesellschaft von Polygram, die 1998 im Universal-Konzern aufging. Tim Renner wurde Deutschland-Chef von Universal Music, leitete aber weiterhin auch Motor Music. Motor Music verlegte bis 2004 Künstler wie Rammstein und Element of Crime.
Mit der Neugliederung des Popgeschäfts innerhalb von Universal Music entschied sich Tim Renner im Jahr 2004, von seiner Funktion innerhalb des deutschen Zweigs von Universal zurückzutreten. Er trennte sich von Universal, gründete auch Motor Music außerhalb von Universal neu und arbeitete fortan am Aufbau neuer Künstler. Außerdem wurde der Radiosenders Motor FM gegründet, der im Februar 2005 mit dem regulären Sendebetrieb begann. Das zunächst fast werbe- und nachrichtenfreie Programm hat die Schwerpunkte alternative und deutschsprachige Musik. Neben der terrestrischen Ausstrahlung ist es auch per Livestream über das Internet zu hören. Über den Radiosender sollten neue Formen der Musikvermarktung erprobt werden.
Parallel zu Motor FM wurde im September 2006 mit der Ausstrahlung von Motor TV begonnen, ein über IPTV und DVB-T verbreitetes Fernsehprogramm mit ähnlichen Programmschwerpunkten wie der Hörfunksender. Sowohl Motor FM als auch Motor TV haben ihren Sendebetrieb mittlerweile eingestellt. Aus Motor FM hat sich 2011 der Sender Flux FM entwickelt.
Seit 2009 besteht Motor Music bzw. Motor Entertainment als Labelservice „Rent a Recordcompany“. Die Künstler behalten ihre Rechte und bezahlen den Labelservice von Motor mit einer Beteiligung an den Projekterlösen. Diese Künstler haben unter anderem Alben bei Motor Music veröffentlicht: Westernhagen, Selig, Max Giesinger, Thorsten Willer, Moneybrother, The bianca Story, NESSI, Emigrate, Jan Blomqvist, Alice Phoebe Lou, PeterLicht, Super700, Phillip Boa and the Voodooclub.
Zudem gehört zu Motor Entertainment auch ein Management, der Verlag „Motor Songs“ sowie das Online-Magazin motor.de.

## Künstler und Bands
Motor Music (alt und neu) arbeitet oder arbeitete u. a. mit folgenden Künstlern und Bands zusammen:
- 4Lyn
- Alice Phoebe Lou
- Amy Winehouse
- Andreas Dorau
- Die Ärzte
- Delorentos
- Dorfdisko
- Editors
- Element Of Crime
- Emigrate
- Herrenmagazin
- Hund am Strand
- Jennifer Rostock
- Kellermensch
- Klee
- Koufax
- Max Giesinger
- Missent to Denmark
- Moonlight Breakfast
- Orpheo
- Patrick Wolf
- PeterLicht
- Phillip Boa
- Photonensurfer
- Polarkreis 18
- Rainer von Vielen
- Rammstein
- Robert Miles
- Schrottgrenze
- Soko
- Storm Resistant
- Subway to Sally
- Super700
- TempEau
- The bianca Story
- The Jeremy Days
- The Secluded
- Thom Yorke
- Thorsten Willer
- Tocotronic
- Virginia Jetzt!
- Ween
- Winson
- Wir sind Helden
- Yeah Yeah Yeahs
- Zoot Woman